# Ala I Hamiorum
Die Ala I Hamiorum [Syrorum] [sagittariorum oder sagittaria] (deutsch 1. Ala aus Hama [der Syrer] [der Bogenschützen]) war eine römische Auxiliareinheit. Sie ist durch Militärdiplome und Inschriften belegt.

## Namensbestandteile
- Ala: Die Ala war eine Reitereinheit der Auxiliartruppen in der römischen Armee.

- I: Die römische Zahl steht für die Ordnungszahl die erste (lateinisch prima). Daher wird der Name dieser Militäreinheit als Ala prima .. ausgesprochen.

- Hamiorum: aus Hama. Die Soldaten der Ala wurden bei Aufstellung der Einheit aus der Stadt Hama und Umgebung rekrutiert.

- Syrorum: der Syrer. Der Zusatz kommt in Militärdiplomen von 121/122 bis 156/157 vor.

- sagittariorum oder sagittaria: der Bogenschützen. Der Zusatz kommt in Militärdiplomen von 104 bis 162/203 vor.

Da es keine Hinweise auf den Namenszusatz milliaria (1000 Mann) gibt, war die Einheit eine Ala quingenaria. Die Sollstärke der Ala lag bei 480 Mann, bestehend aus 16 Turmae mit jeweils 30 Reitern.

## Geschichte
Die Ala war in der Provinz Mauretania Tingitana stationiert. Sie ist auf Militärdiplomen für die Jahre 88 bis 162/203 n. Chr. aufgeführt.
Die Einheit wurde vermutlich unter Caligula (37–41) oder Claudius (41–54) aufgestellt. Der erste Nachweis der Einheit in Mauretania Tingitana beruht auf einem Diplom, das auf 88 datiert ist. In dem Diplom wird die Ala als Teil der Truppen (siehe Römische Streitkräfte in Mauretania) aufgeführt, die in der Provinz stationiert waren. Weitere Diplome, die auf 104 bis 162/203 datiert sind, belegen die Einheit in derselben Provinz.

## Standorte
Standorte der Ala in Mauretania Tingitana waren möglicherweise:
- Ksar-el-Kebir: eine Inschrift[4] wurde hier gefunden.
- Tingis: drei Inschriften[5] wurden hier gefunden.
- Tocolosida: eine Inschrift[6] wurde hier gefunden.

## Angehörige der Ala
Folgende Angehörige der Ala sind bekannt:

### Kommandeure
| - Gaius Maesius Tertius: er wird auf dem Diplom von 109 als Kommandeur genannt. | - Cornelius Qu[], ein Präfekt (CIL 6, 3514) |

### Sonstige
| - []nius Dex[ter], ein Sesquiplicarius (AE 1909, 71) - Annius Afrinus, ein Sesquiplicarius (AE 1957, 62) - Bargas: das Diplom von 109 wurde für ihn ausgestellt. - Niger Monimus, ein Veteran (AE 1957, 62) | - Valerius Abdas, ein Imaginifer (AE 1906, 119) - [Vale]rius Rohavus, ein Veteran (AE 1969/70, 738) - [Valerius] Cadamus, ein Veteran (AE 1969/70, 738) - Vellicus, ein Signifer (CIL 8, 21814a) |